# Мисията невъзможна 3
„Мисията невъзможна 3“ (на английски: Mission: Impossible III) е американски шпионски екшън от 2006 г. на режисьора Джей Джей Ейбрамс с участието на Том Круз. Това е третият филм от едноименната филмова поредица.

## Български дублажи
| Преводач Режисьор на дублажа | Яна Янева                                                        |
| Озвучаващи артисти           | Татяна Захова Пламен Манасиев Илиян Пенев Стефан Сърчаджиев-Съра |
| Тонрежисьор                  | Михаил Михайлов                                                  |

| Озвучаващи артисти  | Даниела Йорданова Ася Рачева Симеон Владов Петър Върбанов Тодор Георгиев |
| Преводач            | Пламен Узунов                                                            |
| Тонрежисьор         | Емил Енев                                                                |
| Режисьор на дублажа | Михаела Минева                                                           |